# Deutschfreiheitliche Partei
Die Deutschfreiheitliche Partei war eine Tiroler Partei, welche um die Wende vom 19. zum 20. Jahrhundert die Tiroler Politik wesentlich mitbestimmte und mit Wilhelm Greil und Julius Perathoner zwei herausragende politische Persönlichkeiten stellte.

## Geschichte
Die Geschichte der freiheitlichen Bewegung in Österreich beginnt mit der Deutschliberalen Partei, welche eine bürgerliche Partei in der Donaumonarchie war. Die Deutschliberale Partei ging aus der bürgerlichen Revolutionen des Jahres 1848 hervor und war wesentlich an der Politik der Donaumonarchie beteiligt, indem sie zwei Regierungen stellte. 1880 kam es in der liberalen Bewegung zu einer Wende, als sich aus der geschwächten Deutschliberalen Partei mehrere deutschfreiheitliche und deutschnationale Parteien herausbildeten.
In Tirol vereinten sich die Liberalen und Nationalliberalen in der Deutschfreiheitlichen Partei. Herausragende Persönlichkeiten dieser Partei waren unter anderem Wilhelm Greil, von 1896 bis 1922 Bürgermeister der Stadt Innsbruck und Julius Perathoner, von 1895 bis 1922 Bürgermeister der Stadt Bozen, sowie Max Markart, von 1923 bis 1935 Bürgermeister der Stadt Meran. Im Gegensatz zur Tiroler Volkspartei setzte sich die liberale Deutschfreiheitliche Partei für eine strikte Trennung von Kirche und Politik ein und vertrat in erster Linie das städtische Bürgertum.
Zur besseren Vertretung der deutschsprachigen Bevölkerung Südtirols gegenüber Italien schloss sich die Deutschfreiheitliche Partei im Jahre 1919 mit der katholischen Tiroler Volkspartei zum Deutschen Verband zusammen, welcher bei den Parlamentswahlen 1921 rund 90 Prozent der Stimmen auf sich vereinigen konnte (die restlichen 10 Prozent gingen an die Sozialdemokratische Partei) und vier Abgeordnete stellte: Eduard Reut-Nicolussi, Karl Tinzl, Friedrich von Toggenburg und Wilhelm von Walther. Der Deutsche Verband bildete das politische Fundament, auf welchem nach Ende des Zweiten Weltkrieges die Südtiroler Volkspartei (SVP) gegründet wurde.
Im österreichischen Tirol (und auch Vorarlberg, wo sie 1919 noch einen Landrat stellte) ging die Partei 1920/21 in der Großdeutschen Volkspartei, der Sammelbewegung der bürgerlich-liberalen Deutschnationalen, auf.